# Monopis mongolica
Monopis mongolica är en fjärilsart som beskrevs av Aleksei Konstantinovich Zagulajev 1989. Monopis mongolica ingår i släktet Monopis och familjen äkta malar.
Artens utbredningsområde är Mongoliet. Inga underarter finns listade i Catalogue of Life.